# Blütenbecher

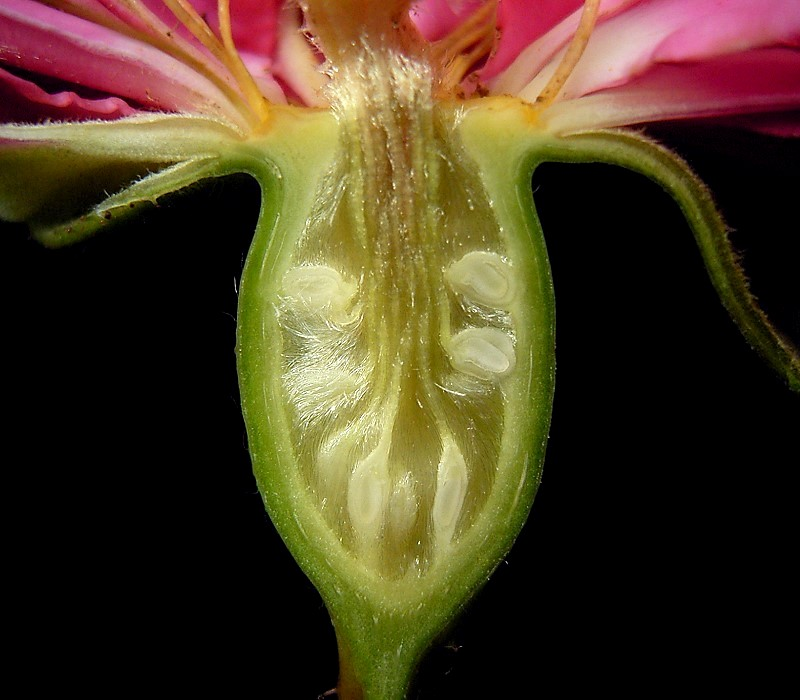
Blütenbecher einer Rose

Der Blütenbecher oder Hypanthium, auch Blütenröhre genannt, ist eine becher-, glocken- oder röhrenförmige Struktur (Achsenstück) am Grunde der Blüte, die vom Blütenboden gebildet wird. Meistens an der Basis, aber auch selten an der Seite und auch am oberen Rand (Mund) des Blütenbechers sowie auch unter ihm, sitzt der Fruchtknoten. Die übrigen Blütenteile setzen am oberen Rand des Blütenbechers an. Der Begriff wurde 1824 erstmals von Heinrich Friedrich Link verwendet. Der Ausdruck Hypanthium bedeutet „unter der Blüte“. Dies ist dadurch zu erklären, dass früher die Kronblätter für die eigentliche Blüte gehalten wurden.